# Łobez (jezioro)
Łobez (lub Jezioro Łebskie, niem. Labes See) – jezioro rynnowe w Polsce, położone w województwie zachodniopomorskim, w powiecie szczecineckim, w granicach administracyjnych miasta Biały Bór.

## Położenie i charakterystyka
Ma charakter przepływowy i leży w mezoregionie Doliny Gwdy, w dorzeczu Biała–Czernica–Gwda–Noteć–Warta–Odra. Wpada do niego od północy ciek Biała niosąc wody z jeziora Cieszęcino, a wypływa na południu w kierunku Jeziora Białoborskiego (Ławiczka). Zasilany jest także przez dwa mniejsze dopływy. Powierzchnia zlewni całkowitej wynosi 35,4 km². Otoczenie jeziora w większości stanowią tereny leśne. Charakteryzuje się słabo rozwiniętą, długą linią brzegową i piaszczystym dnem.
Jezioro leży na obszarze chronionego krajobrazu Okolice Żydowo-Biały Bór o łącznej powierzchni 12 376,30 ha. Na północ od jeziora znajduje się uroczysko o nazwie Walkmile, które jest pozostałością po młynie wodnym. Według regionalizacji przyrodniczo-leśnej leży w mezoregionie Borów Tucholskich. Zgodnie z badaniami z 1980 r. zbiornikowi wodnemu przyznano III klasę czystości. Wskazano, że jest podatny na degradację.
Jezioro położone jest obszarze obwodu rybackiego jeziora Łobez na rzece Biała – Nr 2.
Nad jeziorem wyznaczono letnie kąpielisko śródlądowe. Przy jeziorze znajduje się ogólnodostępna plaża miejska i miejski pomost. Wokół jeziora wytyczona jest ścieżka spacerowo-rowerowa o długości 3,4 km. Na Łobzie obowiązuje zakaz używania jednostek pływających wyposażonych w silniki spalinowe, w godzinach 17:00 do 11:00 dnia następnego oraz całkowity zakaz poruszania się skuterami wodnymi przez całą dobę.
W przeszłości, wraz z Jeziorem Białoborskim było nazywane Lawitzke lub Labes See. Kiedy, w XIV wieku wielki mistrz zakonu krzyżackiego Ulrich von Jungingen, nadawał przywileje miastu Biały Bór (wówczas Baldenburg), jezioro to, pomimo że wcześniej znajdowało się w granicach miejscowości, pozostało w rękach Zakonu.

## Morfometria
Według danych Instytutu Rybactwa Śródlądowego powierzchnia zwierciadła wody jeziora wynosi 45,5 ha. Średnia głębokość zbiornika wodnego to 5,6 m, a maksymalna – 17,0 m (najgłębszy punkt w części północno-wschodniej zbiornika). Lustro wody znajduje się na wysokości 154,2 m n.p.m. Objętość jeziora wynosi 2653,7 tys. m³.
Inne dane uzyskano natomiast poprzez planimetrię jeziora na mapach w skali 1:50 000 opracowanych w Państwowym Układzie Współrzędnych 1965, zgodnie z poziomem odniesienia Kronsztadt. Otrzymana w ten sposób powierzchnia zbiornika wodnego to 46,0 ha, a wysokość bezwzględna lustra wody – 154,7 m n.p.m.
Powierzchnia lustra wody zgodnie z wielkością działki geodezyjnej to 46,00 ha.